# Karen Blixen (trein)
De Karen Blixen was een Europese internationale trein op de Vogelfluglinie tussen Kopenhagen en Hamburg. De trein is genoemd naar de Deense schrijfster Karen Blixen.

## EuroCity
De Karen Blixen werd op 2 juni 1991 in het EuroCity-net opgenomen als gevolg van een besluit om de EuroCity's te noemen naar bekende Europeanen. Hij verving de Merkur, waarbij het zuidelijke eindpunt echter wel veranderde van Frankfurt am Main in Hamburg Hbf. De EuroCity-dienst, met drie treinen per dag per richting, werd samen met de EC Hamlet en de EC Thomas Mann onderhouden. De Karen Blixen verzorgde hierbij de ochtendrit uit Kopenhagen en de middagrit uit Hamburg.

### Rollend Materieel
De dienst werd gestart met getrokken treinen, samengesteld uit rijtuigen van de Deutsche Bundesbahn. Sinds september 1997 wordt gereden met IC/3 treinstellen van de Deense spoorwegen.

### Route en dienstregeling
De Karen Blixen startte met de treinnummers EC 192 en EC 193 zijn dienst op de VogelFluglinie.
| EC 193 | land       | station                 | km  | EC 192 |
| ------ | ---------- | ----------------------- | --- | ------ |
| 09:20  | Denemarken | København Hovedbanegård | 0   | 20:20  |
|        | Denemarken | Høje Taastrup           | 20  |        |
|        | Denemarken | Ringsted                | 54  |        |
|        | Denemarken | Naestved                | 91  |        |
|        | Denemarken | Nykøbing                | 147 |        |
|        | Denemarken | Rødby Færge             | 183 |        |
|        | Denemarken | Rødby Færge (boot)      | 183 |        |
|        | Duitsland  | Puttgarden (boot)       | 202 |        |
|        | Duitsland  | Puttgarden              | 202 |        |
|        | Duitsland  | Lübeck                  | 291 |        |
| 14:31  | Duitsland  | Hamburg Hbf             | 353 | 15:11  |

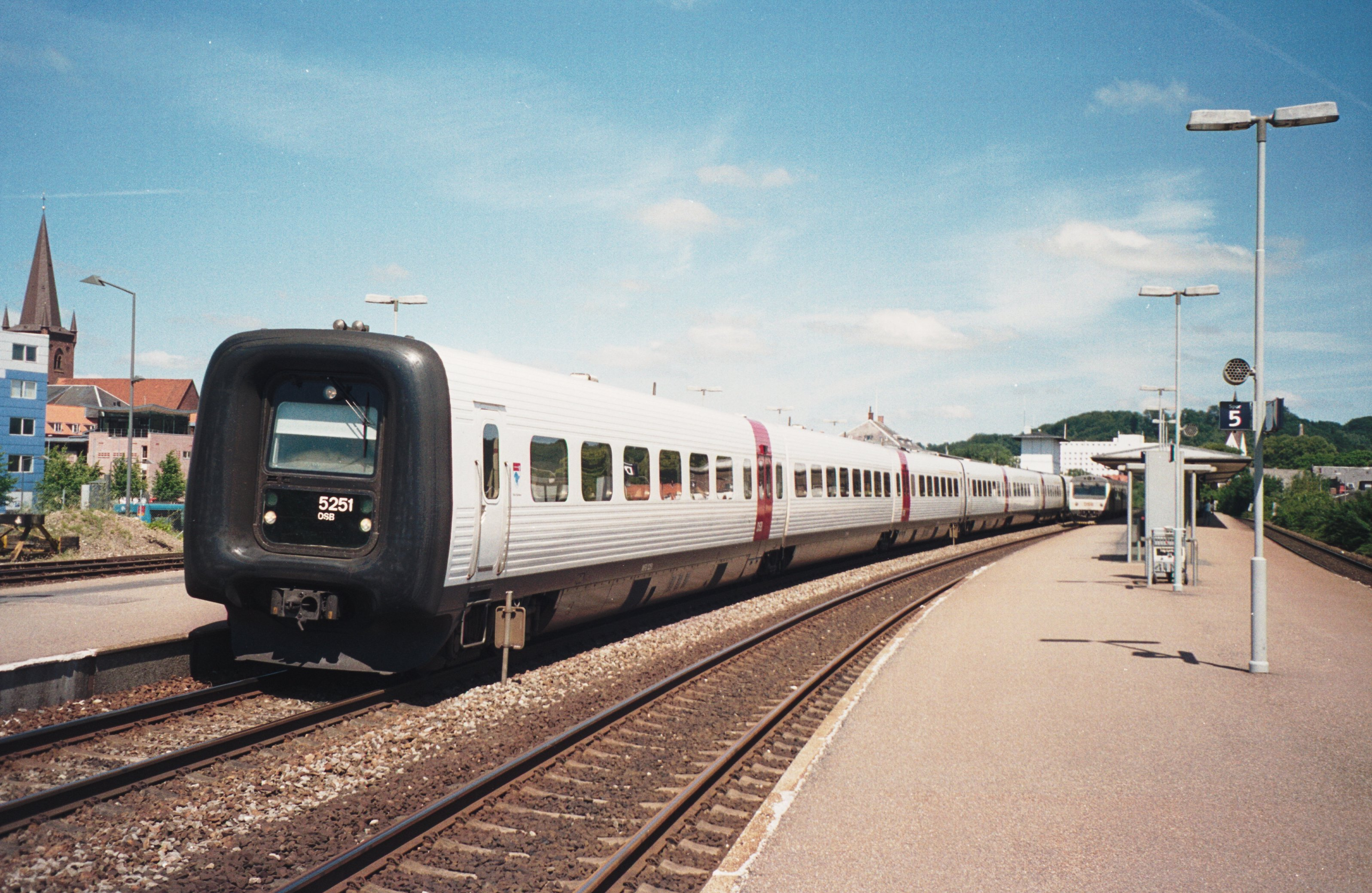
IC/3 van de DSB

Op 31 mei 1992 werd een twee-uursfrequentie ingevoerd op de Vogelfluglinie en werden de EuroCity's genummerd in volgorde van uitvoering van de dienst. De Karen Blixen hield zijn vertrektijden maar kreeg wel de nummers EC 190 richting Kopenhagen en EC 191 richting Hamburg. In 1994 werd de trein vernummerd tot EC 186 en EC 187. In 1998 werden de nummers EC 36 en EC 37 toegekend. 
 Op 1 juli 2000 werd de EC 37 vanaf Kopenhagen doorgetrokken tot Malmö langs de route: Ørestad - Taarnby - Kastrup Lufthavn - Sontbrug - Malmö Syd Svaagertorp - Malmö Central. Het betreffende treinstel werd de volgende ochtend door de EC Hamlet gebruikt voor de rit naar Hamburg. Op 12 december 2004 vervielen de namen voor de Eurocity's op de Vogelfluglinie en werd de dienst naamloos voortgezet.